# Jaime II de Baden
Jaime II de Baden (em alemão:  Jakob II. von Baden; Baden-Baden, 6 de junho de 1471 – Colónia, 26 de abril de 1511) foi um nobre alemão, pertencente à Casa de Zähringen, e que foi Arcebispo-Eleitor de Tréveris de 1503 a 1511.

## Biografia
Jaime de Baden nasceu no castelo Burg Hohenbaden na cidade de Baden-Baden, sendo a segunda criança, e primeiro menino, nascido do casamento de Cristóvão I, Margrave de Baden, e de sua mulher Otília de Katzenelnbogen. Apesar de ser o primeiro varão, seguiu uma carreira eclesiástica e estudou Teologia cristã na Universidade de Bolonha e na Universidade de Roma "La Sapienza".
Em 1490, Jaime tornou-se Preboste da Basílica de S. Paulino em Tréveris e Domizellar no ano seguinte.  In 1497, tornou-se membro do capítulo da Catedral de Mainz, e, em 1498, membro do Capítulo da Catedral de Augsburgo.  

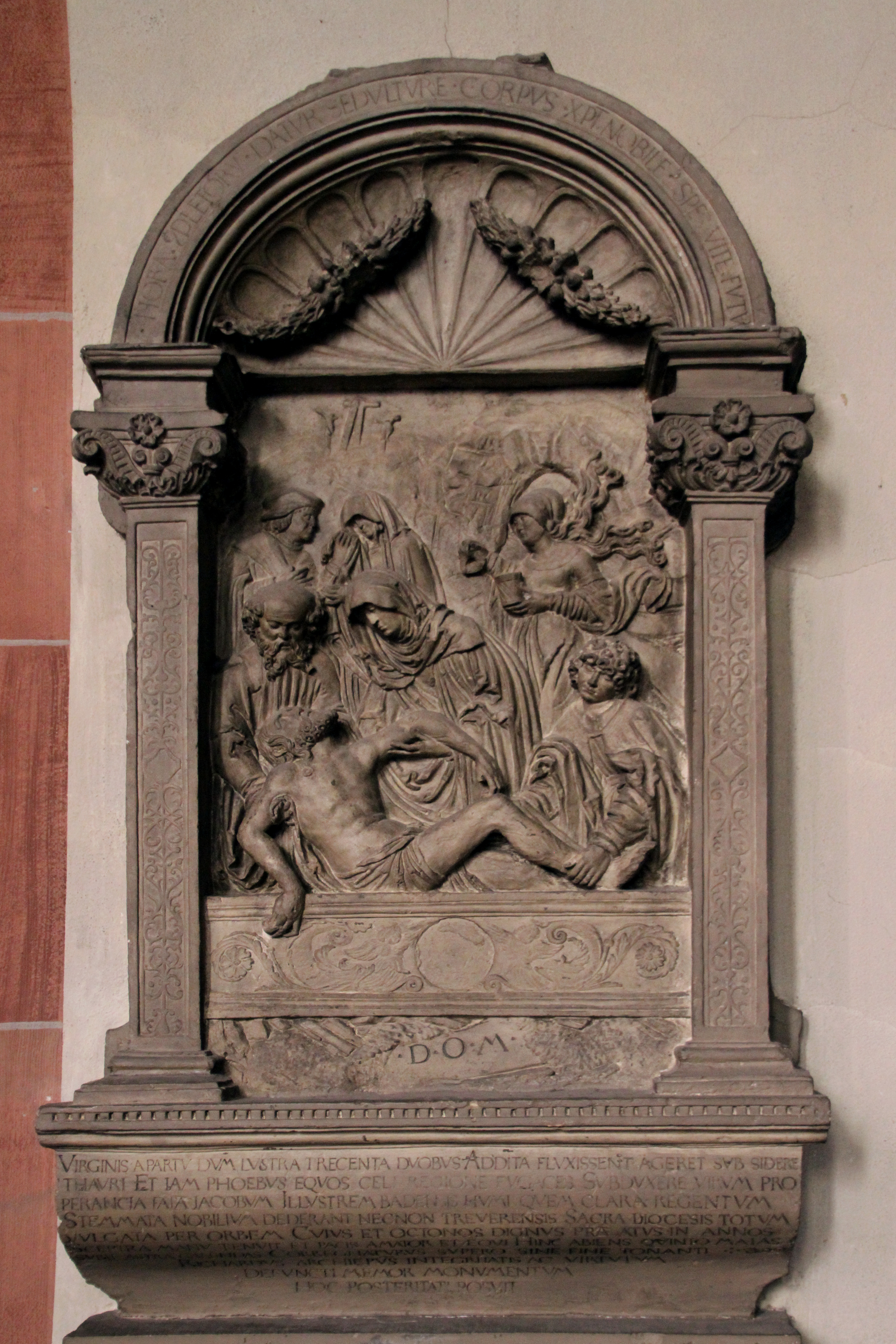
Túmulo de Jaime de Baden na igreja da Colegiada, de Baden-Baden.

Em 1500, o tio de Jaime, João II de Baden, Arcebispo-Eleitor de Tréveris, nomeou Jaime como seu coadjutor, ficando subentendido que Jaime lhe sucederia como Arcebispo-Eleitor.  O Papa Alexandre VI aprovou esta resolução a 1 de setembro de 1500.
Após a morte do tio, a 9 de Fevereiro de 1503, Jaime de Baden tornou-se Arcebispo-Eleitor de Tréveris. Foi consagrado como bispo em janeiro de 1504. Durante o seu tempo como Arcebispo, reorganizou as finanças do Arcebispado de Tréveris, apoiando a nova Universidade de Tréveris que fora fundada em 1473, sendo mediador em diversas disputas imperiais.
Jaime veio a falecer a 27 de abril de 1511 em Colónia. Foi sepultado na Colegiada da igreja de São Floriano, em Coblença. A 25 de junho de 1808, o túmulo foi aberto e o seu féretro transladado para a cripta da família da Casa de Baden.